# Joaquín Zuazagoitia Azcorra
Joaquín Zuazagoitia Azcorra (Madrid, 22 de marzo de 1892 – Bilbao, 17 de febrero de 1971) fue un político, periodista, crítico y conferenciante español, que ejerció de alcalde de Bilbao entre 1942 y 1959.

## Biografía

### Origen familiar
Joaquín Zuazagoitia nació el 22 de marzo de 1892 en Madrid. Su madre, Concha Azcorra, natural de la localidad vizcaína de Algorta (Guecho), dio a luz a Joaquín en la madrileña calle del Carmen. Su padre, Cándido Zuazagoitia Garro, conocido naturalista y farmacéutico vizcaíno, regentaba en Algorta una farmacia desde 1880, en la avenida Basagoiti. Por tener que residir temporalmente en Madrid, en torno a 1890, por sus labores como biólogo, fue por lo que nació allí Joaquín, su único hijo. Poco después la familia regresó a Algorta y, con el tiempo, acabó trasladando la farmacia a Bilbao, donde Joaquín desarrolló desde joven un intenso sentimiento de identidad bilbaína. En alguno de sus escritos se refería a la villa como su “madre Bilbao”, a la que con cierto idealismo dotaba de un “alma inmortal”.

### Estudios
Joaquín Zuazagoitia cursó los primeros estudios en el colegio religioso de los padres Escolapios y en el instituto de Bilbao. En 1909 se trasladó a Barcelona donde, siguiendo los pasos de su padre, realizó la carrera de Farmacia. Amplió estudios en ciencias químicas en Madrid y posteriormente en Alemania y en Francia (París y Burdeos), donde se especializó en Enología. Desde joven tuvo grandes inquietudes culturales. En 1914 se definía a sí mismo como un estudiante que no era ni “empollón”, ni “amodorrado”, sino “curioso, muy curioso” (El Noticiero Bilbaíno, 6 de octubre de 1914). Esa curiosidad intelectual le llevó, a pesar de su formación en ciencias, a decantarse por el estudio de las letras, el arte y el movimiento general de la cultura en Europa y en España.

### Matrimonio y farmacia
En torno a 1919 Zuazagoitia regresó a Bilbao. Unos años después, en 1924, se casó con la bilbaína Natalia Orbe Morales, con la que tuvo cuatro hijas (Concha, Dolores, Pilar y Natalia) y un hijo que murió niño. El matrimonio estableció su domicilio en el número 20 de la céntrica calle bilbaína de Elcano. Como boticario su dedicación a la farmacia fue limitada. Durante 9 años, entre 1933 y 1942, fue presidente del colegio de farmacéuticos de Vizcaya y que llegó a ser nombrado vicepresidente del de España. Zuazagoitia ejerció diferentes ocupaciones a lo largo de su vida, desde farmacéutico a director del Museo de Bellas Artes de Bilbao, pasando por periodista (fue once años director de El Correo Español-El Pueblo Vasco), alcalde (diecisiete años al frente de la villa de Bilbao) o presidente de la Junta de Cultura de Vizcaya entre otros.

### Tertulia del Lion D´Or, conferencias
Zuazagoitia cobró cierto protagonismo intelectual en el Bilbao de los años veinte, una ciudad en pleno proceso de transformación socioeconómica y dinamismo cultural. Su capacidad de oratoria, su espíritu polemista y ocurrente hicieron de él un conferenciante reconocido en la villa. Por lo general, trataba temas literarios y artísticos. Pronunció su primera conferencia relevante en la Sociedad Filarmónica de Bilbao el 15 de febrero de 1919. La disertación, titulada “Algunos escritores vascos desde 1874”, tuvo eco en la prensa de la época y fue publicada en pequeño folleto. Por su afición al arte y sus conocimientos de pintura fue nombrado en 1924 vocal del entonces creado Museo de Arte Moderno de Bilbao y posteriormente su director. También fue miembro de la célebre tertulia del Lyon d’Or, que reunía a un grupo de destacados intelectuales bilbaínos en aquel café de la Gran Vía. Aglutinada en torno a Pedro Eguillor, en ella participaban personaes como el poeta Ramón Basterra, el periodista Pedro Mourlane Michelena, el político José Félix de Lequerica, el escritor Rafael Sánchez Mazas o el mismo Zuazagoitia. También fue miembro de la Sociedad de Estudios Vascos – Eusko Ikaskuntza.

### Colaborador en periódicos y revistas
Zuazagoitia se dedicó al periodismo, que en algunos momentos de su vida fue su principal ocupación. Colaboró en medios de muy diversa orientación ideológica. Sus primeros artículos, firmados en ocasiones con las iniciales Z.A. o con el pseudónimo “Sancho de Azpeitia”, fueron publicados en torno a 1911 en El Noticiero Bilbaíno y en El Día Gráfico de Barcelona, cuando estudiaba en aquella ciudad y todavía no había cumplido 20 años. De la misma época data su primer artículo publicado en el diario El Liberal de Bilbao, con el que continuó colaborando en los años veinte. En esa década publicó, con mayor o menor asiduidad según los casos, en diarios como El Sol de Madrid, La Lucha de Clases de Bilbao o El Pueblo Vasco y en revistas como La Baskonia o Hermes, de la que fue uno de sus fundadores.. Sus artículos trataban los temas más dispares, aunque predominaban los relacionados con cuestiones culturales. En 1924 fue uno de los cofundadores del diario vespertino La Noche.

### Director deEl Correo Español-El Pueblo Vasco
El medio de comunicación en el que Zuazagoitia alcanzó mayor influencia fue El Correo Español-El Pueblo Vasco, diario que llegó a dirigir desde 1939 hasta 1950. Zuazagoitia había sido colaborador del diario monárquico El Pueblo Vasco. Aunque al estallar la Guerra Civil dejó de publicarse, tras la caída de Bilbao salió de nuevo a la calle. A partir de entonces Zuazagoitia fue adquiriendo en él un creciente protagonismo. Primero, como redactor y editorialista del diario, convirtiéndose así en destacado propagandista. Después, cuando en abril de 1938 El Pueblo Vasco se fusionó con El Correo Español, Zuazagoitia fue nombrado miembro del consejo directivo del nuevo El Correo Español-El Pueblo Vasco. Y, finalmente, en diciembre de 1939 accedió a la dirección del diario hasta 1950, compaginando esa labor con la de alcalde durante más de siete años. Tras dejar la dirección del periódico mantuvo cierta actividad periodística. Continuó publicando algunos de sus artículos en ese diario y también en el periódico Hierro, perteneciente a la red de prensa del Movimiento.

### Época de juventud: Liberalismo avanzado y socialismo
El joven Zuazagoitia, aunque no abiertamente comprometido con la política de partido, se identificaba con la tradición liberal de Bilbao, una tradición vinculada a la decimonónica resistencia de la villa frente al carlismo, simbolizada en los sitios padecidos por la villa. En 1919 hablaba con cierto orgullo del “alma burguesa y liberal” de Bilbao, cuyo origen situaba en la superación del último sitio carlista, el 2 de mayo de 1874, momento que calificaba de “preñado de posibilidades”. Mantuvo en su rebotica una tertulia de significación republicana a la que solía acudir Indalecio Prieto. Hasta los años veinte se le reputaba como un intelectual liberal de izquierdas; solía dar charlas en las Casas del Pueblo, y se le conocía a veces como “el boticario ateo”, debido a sus convicciones liberales de entonces, que se veían reforzadas por sus posiciones agnósticas en materia religiosa. En esa época de juventud llegó a colaborar ocasionalmente en La Lucha de Clases e interpretó, con cierto agrado, la llegada por primera vez a la Alcaldía de Bilbao de un socialista, Rufino Laiseca en 1920, como expresión del “carácter macizo, orgánico de obra de fragua que la lucha económico-social toma en Bilbao”. Sin embargo, su pensamiento no se identificó nunca con el materialismo histórico.

### Nacionalismo español frente a nacionalismo vasco
Otro elemento básico del pensamiento de Zuazagoitia fue su nacionalismo español. Desde joven se había mostrado muy crítico con el nacionalismo vasco en sus diferentes manifestaciones. Adjudicaba a la literatura nacionalista vasca “jactanciosidad aldeana” y “torpeza mental” (El Pueblo Vasco, 31 de julio de 1920). Sus críticas al nacionalismo le valieron el calificativo de “antivasco”, a lo que él respondía proclamando el amor a su tierra y recordando “los cuarenta apellidos euzquéricos que llevo diluidos en la sangre”. Vinculaba de manera inseparable su sentimiento vasquista con la identidad española, en radical oposición al nacionalismo aranista: “Mi posición es absolutamente antagónica de los que quieren hipertrofiarle [al País Vasco] su personalidad, como un tumor, hasta disgregarla de la conciencia española, único camino viable que tenemos hacia lo universal”. Frente al nacionalismo vasco proclamaba el nacionalismo español.

### Con el levantamiento militar
En vísperas de la sublevación militar ya había tomado partido. Llegó a conspirar intelectualmente contra la República pocas semanas antes del estallido de la Guerra Civil. Oculto bajo el pseudónimo de “Juan de Arechavaleta”, publicó entonces un artículo, significativamente titulado “La razón de la fuerza”, en el que alentaba en estilo metafórico un levantamiento militar contra la legalidad republicana y proponía el liderazgo de “una nueva clase dirigente que imponga su voluntad unificadora e impida el deshacimiento” (El Pueblo Vasco, 26 de junio de 1936). Durante la guerra y hasta la caída de Bilbao en manos de las tropas franquistas, Zuazagoitia se mantuvo en un discreto segundo plano, se trasladó a Algorta y no padeció detención alguna. Tras la caída de la villa, en junio de 1937, inició una carrera política que le permitió alcanzar cargos relevantes en el Nuevo Estado. Se afilió entonces al partido único Falange Española Tradicionalista y de las JONS, del que en 1939 ya era “inspector nacional”. Como conferenciante o desde los medios de comunicación trabajó como propagandista del régimen franquista. Como intelectual del nuevo Estado, desarrolló una “función orientadora de las ideas y principios del Movimiento” (El Correo Español-El Pueblo Vasco, 9 de julio de 1939). Fue subiendo peldaños en la administración franquista o sus aledaños. Primero fue nombrado miembro de la Junta Provincial de Archivos, Bibliotecas y Patrimonio Artístico.

### Alcalde de Bilbao durante 17 años
En 1942 fue designado alcalde de la villa, cargo que le permitió ser procurador en las Cortes franquistas y desde 1947 miembro del Consejo del Reino. Ocupó la Alcaldía de Bilbao durante diecisiete años consecutivos, desde 1942 hasta 1959. Su principal logro como alcalde fue el sacar adelante el llamado «Plan de Ordenación Urbanística y Comarcal de Bilbao y su zona de influencia», cuyo desarrollo durante su mandato sin embargo fue descrito como «un desastre sin paliativos». Aunque la Alcaldía concentró su principal actividad entre 1942 y 1959, compatibilizó el cargo con otras labores como la dirección del diario El Correo Español-El Pueblo Vasco hasta 1950, las conferencias que pronunciaba o los artículos que ocasionalmente escribía. 

### Miembro de las Cortes Franquistas y Consejero del Reino
Desde 1942 fue miembro de las Cortes franquistas y desde 1947 miembro del Consejo del Reino. Siguiendo la pauta de la denominada representación orgánica, Zuazagoitia fue elegido consejero del Reino por los alcaldes de capitales y presidentes de Diputación, en representación de la administración local.

### Últimos años: Delegación de la ONU, Junta de cultura
El 4 de abril de 1959 fue cesado como alcalde. Tenía entonces 67 años. Se incorporó durante una temporada a la delegación española en Naciones Unidas en 1960. En sus últimos años Zuazagoitia continuó dedicándose a actividades culturales, escribiendo ocasionalmente artículos en la prensa, sobre todo en el diario Hierro, y dando conferencias, especialmente sobre temas artísticos. En 1964 fue nombrado presidente de la Junta de Cultura de Vizcaya. Fue esta su principal ocupación hasta su muerte, el 17 de febrero de 1971, a la edad de 78 años.